# 上海市政府 (中华民国)
上海市政府是中华民国上海市的最高行政机关，民国19年（1930年）5月，南京国民政府颁布《上海市组织法》，改上海特别市为上海市，上海市政府于当年7月成立，1937年8月，日本军攻占上海，12月，设立上海市大道政府。1945年8月，蔣中正領導中国抗日战争胜利，国民政府接收上海特别市政府，并改回上海市政府。

1949年5月24日，中國人民解放軍進攻上海，時任上海市代理市長趙祖康命令駐守國軍停止抵抗、向解放軍投降，同月28日趙祖康正式移交權限，中華民國上海市政府對上海的統治告終。

## 上海市市长

### 1930年－1945年
- 市长：张群（民国19年5月－民国21年1月）、吴铁城（民国21年1月－民国26年3月）、俞鸿钧（民国26年3月－民国26年7月代理，民国26年7月－民国26年11月12日真除）

### 1945年－1949年
- 市长：钱大钧（民国34年8月－民国35年5月）、吴国桢（民国35年5月－民国38年5月）、陈良（民国38年5月）
- 代市长：赵祖康（民国38年5月）
- 副市长：吴绍澍（民国34年8月－民国34年11月）、何德奎（民国34年11月－民国35年5月）